# Върбяни (община Маврово и Ростуше)
Вижте пояснителната страница за други значения на Върбяни.
Върбяни (на македонска литературна норма: Врбјани; на албански: Vërbjani) е село в Северна Македония, в община Маврово и Ростуше.

## География
Селото е разположено в областта Горна Река.

## История
В края на XIX век Върбяни е албанско мюсюлманско село в Реканска каза на Османската империя. В „Етнография на вилаетите Адрианопол, Монастир и Салоника“, издадена в Константинопол в 1878 година и отразяваща статистиката на населението от 1873 година, Карбяни (Karbyani) е посочено като село с 40 домакинства, като жителите му са 95 албанци мюсюлмани.
На Етнографската карта на Битолския вилает на Картографския институт в София от 1901 година Върбени е чисто албанско село в Реканската каза на Дебърския санджак с 60 къщи.
Според преброяването от 2002 година селото има 625 жители.
| Националност     | Всичко |
| северномакедонци | 0      |
| албанци          | 622    |
| турци            | 0      |
| роми             | 0      |
| власи            | 0      |
| сърби            | 0      |
| бошняци          | 0      |
| други            | 3      |